# Hypochrysops elgneri
Hypochrysops elgneri är en fjärilsart som beskrevs av Waterhouse och Charles Lyell 1909. Hypochrysops elgneri ingår i släktet Hypochrysops och familjen juvelvingar. Inga underarter finns listade i Catalogue of Life.